# 萧淑芳

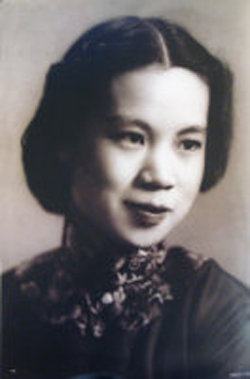
萧淑芳

萧淑芳（1911年8月—2005年12月20日），女，祖籍广东省香山县，生于天津。中华民国及中华人民共和国画家。画家吴作人的妻子。

## 生平

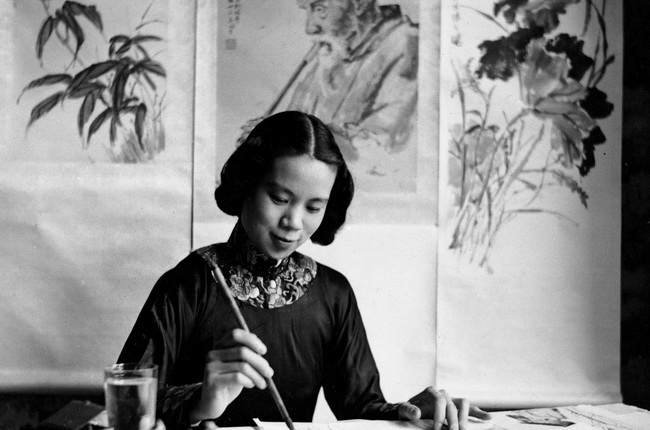
萧淑芳

1926年，萧淑芳入北京国立艺术专门学校西洋画系，师从克罗多（法国籍）、李超士、彭沛民等人学素描、油画。1929年，在北平中山公园来今雨轩举办了“李韵笙、萧淑芳、王俨三人油画联展”。1929年到1930年，在南京国立中央大学艺术系随徐悲鸿学习绘画。 1930年回到北平，师从汪慎生、汤定之、陈少鹿学习中国画，并曾登门向齐白石请教。1937年底，到欧洲学习，主要是在英国斯莱德美术学校学习雕塑，并兼色粉笔、木刻等多种绘画形式。1940年回国之后，在上海培城女中、上海市立师范专科学校担任美术教员。抗日战争胜利后，参加上海美术作家协会，担任理事。1947年到北平，担任国立北平艺术专科学校兼职副教授，并且参加了北平美术作家协会。1949年后，一直在中央美术学院任教。
2005年12月20日逝世，享年94岁。

## 家庭
- 父：萧伯林，从事铁路事业
- 叔父：萧友梅，音乐家
- 二姐：萧淑娴，作曲家、音乐理论家

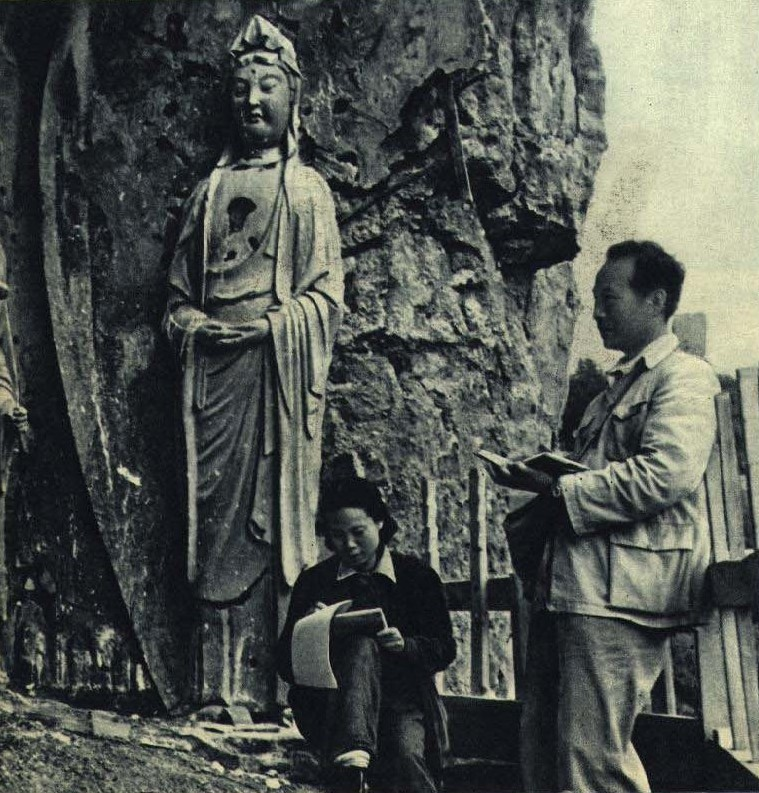
1962年，吴作人、萧淑芳夫妇在麦积山石窟

  - 二姐夫：赫尔曼·舍尔兴（Hermann Scherchen），德国指挥家。
- 妹妹：萧淑熙，美籍生物学博士

## 延伸阅读
- 萧淑芳：天生喜欢人世间美的事物，外滩画报第431期，2011年3月31日[永久]